# Liste der Kulturdenkmale in Ingersleben

Wappen von Morsleben

In der Liste der Kulturdenkmale in Ingersleben sind alle Kulturdenkmale der Gemeinde Ingersleben (Landkreis Börde) und ihrer Ortsteile aufgelistet. Grundlage ist das Denkmalverzeichnis des Landes Sachsen-Anhalt, das auf Basis des Denkmalschutzgesetzes des Landes Sachsen-Anhalt vom 21. Oktober 1991 durch das Landesamt für Denkmalpflege und Archäologie Sachsen-Anhalt erstellt und seither laufend ergänzt wurde (Stand: 31. Dezember 2022).

## Kulturdenkmale nach Ortsteilen

### Alleringersleben
| Lage                           | Bezeichnung        | Beschreibung | Erfassungs- nummer | Ausweisungsart | Bild           |
| ------------------------------ | ------------------ | ------------ | ------------------ | -------------- | -------------- |
| Alte Bauernstraße 1 (Karte)    | Bauernhof          |              | 094 84590          | Baudenkmal     | BW             |
| Alte Bauernstraße 3 (Karte)    | Mühle              |              | 094 84591          | Baudenkmal     | BW             |
| Alte Bauernstraße 5 (Karte)    | Bauernhof          |              | 094 84592          | Baudenkmal     | BW             |
| Alte Bauernstraße 6 (Karte)    | Wohnhaus           |              | 094 84599          | Baudenkmal     | BW             |
| Alte Bauernstraße 8 (Karte)    | Pfarrhof           |              | 094 84598          | Baudenkmal     | BW             |
| Am Holländer 1 (Karte)         | Mühle              |              | 094 84594          | Baudenkmal     | Weitere Bilder |
| Am Spring 1 (Karte)            | Bauernhof          |              | 094 84595          | Baudenkmal     | BW             |
| An der Kirche 2 (Karte)        | Bauernhof          |              | 094 84593          | Baudenkmal     | BW             |
| An der Kirche 4 (Karte)        | Kirche St. Ludgeri |              | 094 84589          | Baudenkmal     | Weitere Bilder |
| Hauptstraße 2 (Karte)          | Bauernhof          |              | 094 84597          | Baudenkmal     | BW             |
| Hauptstraße 10, 12, 14 (Karte) | Häusergruppe       |              | 094 84596          | Denkmalbereich | BW             |

### Eimersleben
| Lage                                                     | Bezeichnung      | Beschreibung | Erfassungs- nummer | Ausweisungsart | Bild             |
| -------------------------------------------------------- | ---------------- | --- | ------------------ | -------------- | ---------------- |
| Bauernstraße (Karte)                                     | Kirche St. Petri | | 094 84609          | Baudenkmal     | Kirche St. Petri |
| Bauernstraße 12 (Karte)                                  | Scheune          | | 094 84602          | Baudenkmal     | BW               |
| Bauernstraße 14 (Karte)                                  | Scheune          | | 094 84603          | Baudenkmal     | BW               |
| Bauernstraße 2, 3 (Karte)                                | Häusergruppe     | | 094 84601          | Denkmalbereich | BW               |
| Bauernstraße 29 (Karte)                                  | Bauernhof        | | 094 84604          | Baudenkmal     | BW               |
| Bauernstraße 47 (Karte)                                  | Bauernhof        | Pennigsack | 094 84608          | Baudenkmal     | BW               |
| Bauernstraße 49 (Karte)                                  | Toranlage        | | 094 84605          | Baudenkmal     | BW               |
| Hinter den Gärten 1 westlich vorm Ort auf Anhöhe (Karte) | Mühle            | Erbaut wurde die Mühle im Jahr 1848. Zur Geschichte ist ein Kaufvertrag überliefert, mit dem August Müller aus Eimersleben die Mühle am 11. Juli 1863 für 3.050 Taler an Heinrich Güldenpfenig aus Colbitz verkaufte. Die Windmühle war bis 1952 in Betrieb, danach jedoch dem Verfall preisgegeben. 1985 begann die Rekonstruktion der bereits stark verfallenen Anlage. Der erste Hammerschlag wurde am 7. Oktober 1985, dem 36. Jahrestag der DDR, ausgeführt. | 094 84600          | Baudenkmal     | Mühle            |
| Magdeburger Straße 74 (Karte)                            | Ausspanne        | | 094 84606          | Baudenkmal     | BW               |
| Magdeburger Straße 79 (Karte)                            | Bauernhof        | | 094 84607          | Baudenkmal     | BW               |
| Schulstraße 56 (Karte)                                   | Toranlage        | | 094 84612          | Baudenkmal     | BW               |
| Schulstraße 57 (Karte)                                   | Bauernhof        | | 094 84611          | Baudenkmal     | BW               |
| Schulstraße 62 (Karte)                                   | Inschriftstein   | | 094 84613          | Kleindenkmal   | BW               |
| Schulstraße 67, 68, 69, 70 (Karte)                       | Straßenzeile     | | 094 84610          | Denkmalbereich | BW               |

### Morsleben
| Lage                                                                                   | Bezeichnung                          | Beschreibung | Erfassungs- nummer | Ausweisungsart                   | Bild                                 |
| -------------------------------------------------------------------------------------- | ------------------------------------ | --- | ------------------ | -------------------------------- | ------------------------------------ |
| an der B1, ca. 3 km westlich der Ortslage, Richtung Helmstedt (Karte)                  | Grenzsicherungsanlage                | Der Turm steht etwa drei Kilometer westlichen des Dorfes Morsleben nahe der Bundesstraße 1. Der aus Betonplatten errichtete Turm diente als Beobachtungsturm (B-Turm) und stand in einem funktionalen Zusammenhang zur in der Nähe befindlichen Grenzübergangsstelle Marienborn.                                        | 094 84169          | Baudenkmal                       | Grenzsicherungsanlage                |
| (Karte)                                                                                | Grenzübergangsstelle                 | Grenzübergangsstelle erstreckt sich auch auf das Gemeindegebiet von Harbke | 094 18897          | Baudenkmal                       | BW                                   |
| unmittelbar südlich der BAB 2 (Karte)                                                  | Grenzübergangsstelle                 | Grenzübergangsstelle Teil des Denkmalbereichs der Grenzübergangsstelle und Grenzsicherungsanlage Marienborn. | 094 56069 001      | Teilobjekt eines Denkmalbereichs | BW                                   |
| nördlich im Kontrollterritorium, an der BAB 2 (Karte)                                  | Grenzübergangsstelle                 | Grenzübergangsstelle Teil des Denkmalbereichs der Grenzübergangsstelle und Grenzsicherungsanlage Marienborn. | 094 56069 004      | Teilobjekt eines Denkmalbereichs | BW                                   |
| zwischen Pass- und Zollkontrolle Einreise (Karte)                                      | Grenzübergangsstelle                 | Grenzübergangsstelle Teil des Denkmalbereichs der Grenzübergangsstelle und Grenzsicherungsanlage Marienborn. | 094 56069 006      | Teilobjekt eines Denkmalbereichs | BW                                   |
| zwischen Stabsgebäude und Passkontrolle PKW-Einreise (Karte)                           | Grenzübergangsstelle                 | Grenzübergangsstelle Teil des Denkmalbereichs der Grenzübergangsstelle und Grenzsicherungsanlage Marienborn. | 094 56069 007      | Teilobjekt eines Denkmalbereichs | BW                                   |
| am östlichen Rand des engeren Kontrollbereichs (Karte)                                 | Grenzübergangsstelle                 | Grenzübergangsstelle Teil des Denkmalbereichs der Grenzübergangsstelle und Grenzsicherungsanlage Marienborn. | 094 56069 009      | Teilobjekt eines Denkmalbereichs | BW                                   |
| am südöstlichen Rand des engeren Kontrollbereichs (Karte)                              | Grenzübergangsstelle                 | Grenzübergangsstelle Teil des Denkmalbereichs der Grenzübergangsstelle und Grenzsicherungsanlage Marienborn. | 094 56069 012      | Teilobjekt eines Denkmalbereichs | BW                                   |
| Bereitstellungsraum (Karte)                                                            | Verwaltungsgebäude                   | Verwaltungsgebäude Teil des Denkmalbereichs der Grenzübergangsstelle und Grenzsicherungsanlage Marienborn. | 094 56069 021      | Teilobjekt eines Denkmalbereichs | BW                                   |
| am östlichen Ortsausgang in Richtung Magdeburg auf der nördlichen Straßenseite (Karte) | Distanzstein Morsleben               | Der denkmalgeschützte Stein befindet sich am östlichen Ortsausgang des zur Gemeinde Ingersleben gehörenden Dorfes, am nördlichen Rand der Bundesstraße 1. Der aus Granit gefertigte preußische Rundsockelstein stammt aus der Zeit um 1820/30.                                                                          | 094 30501          | Kleindenkmal                     | Distanzstein Morsleben               |
| Ackerstraße 8, 10 (Karte)                                                              | Häusergruppe Ackerstraße 8, 10       | zwei Bauernhöfe aus dem 18. und 19. Jahrhundert, zum Teil in Fachwerkbauweise errichtet | 094 84160          | Denkmalbereich                   | Häusergruppe Ackerstraße 8, 10       |
| Ackerstraße 16 (Karte)                                                                 | Ziegelhof                            | Schnitterkaserne, Fachwerkbau aus der Zeit nach 1800 | 094 84161          | Baudenkmal                       | Ziegelhof                            |
| Bauernbreite 2, Beendorfer Straße 11, Gutshof 1, 2, 3 (Karte)                          | Gutshof                              | | 094 84168          | Baudenkmal                       | Gutshof                              |
| Bauernbreite 10 (Karte)                                                                | Bauernhof Bauernbreite 10            | großer Vierseitenhof mit Torbogen und Durchfahrtsscheune von 1859 | 094 84164          | Baudenkmal                       | Bauernhof Bauernbreite 10            |
| Bauernbreite 10, 12, 14 (Karte)                                                        | Häusergruppe Bauernbreite 10, 12, 14 | Häusergruppe dreier Höfe aus der Zeit des 18. bis frühem 20. Jahrhundert | 094 84165          | Denkmalbereich                   | Häusergruppe Bauernbreite 10, 12, 14 |
| Bauernbreite 11 (Karte)                                                                | Bauernhaus Bauernbreite 11           | zweigeschossiges Bauernhaus in Fachwerkbauweise vom Ende des 18. oder frühen 19. Jahrhundert | 094 84166          | Baudenkmal                       | Bauernhaus Bauernbreite 11           |
| Bauernbreite 13 (Karte)                                                                | Bauernhaus Bauernbreite 13           | zweigeschossiges Bauernhaus in Fachwerkbauweise aus dem 18. Jahrhundert | 094 84167          | Baudenkmal                       | Bauernhaus Bauernbreite 13           |
| Bauernbreite, Helmstedter Straße (Karte)                                               | Sankt-Petrus-Kirche                  | Kirche, das Kirchenschiff ist als aus Bruchsteinen errichteter Saalbau mit rechteckigem Grundriss ausgeführt und geht auf die Zeit der Romanik zurück. Aus dieser Zeit stammt auch noch das südlich neben dem Turm befindliche Giebelsturzportal sowie diverse, zum überwiegenden Teil vermauerte rundbogige Öffnungen. | 094 84170          | Baudenkmal                       | Sankt-Petrus-Kirche                  |
| Helmstedter Straße 9 (Karte)                                                           | Bauernhof                            | | 094 84172          | Baudenkmal                       | BW                                   |
| Helmstedter Straße 11 südlich an das Kirchhofgebäude anschließend (Karte)              | Wohnhaus                             | | 094 84171          | Baudenkmal                       | BW                                   |
| Helmstedter Straße 17 (Karte)                                                          | Wohnhaus                             | | 094 84173          | Baudenkmal                       | Wohnhaus                             |
| Mühlenweg 4 ca. 1,5 km östlich außerhalb der Ortslage an der Aller (Karte)             | Allermühle                           | | 094 84174          | Baudenkmal                       | Allermühle                           |
| Sandberg 2 (Karte)                                                                     | Wohnhaus                             | | 094 84162          | Baudenkmal                       | BW                                   |
| Schachtweg                                                                             | Pförtnergebäude                      | | 094 84163          | Baudenkmal                       |                                      |

### Ostingersleben
| Lage                                                                                     | Bezeichnung        | Beschreibung | Erfassungs- nummer | Ausweisungsart | Bild               |
| ---------------------------------------------------------------------------------------- | ------------------ | --- | ------------------ | -------------- | ------------------ |
| Hinterdorfstraße 1 (Karte)                                                               | Bauernhof          | | 094 84637          | Baudenkmal     | BW                 |
| Hinterdorfstraße 3 (Karte)                                                               | Bauernhof          | | 094 84638          | Baudenkmal     | BW                 |
| Hinterdorfstraße 8 (Karte)                                                               | Bauernhof          | | 094 84640          | Baudenkmal     | BW                 |
| Hinterdorfstraße 1, 3, 5, 7, 9, 11, 13, 17, 21, 23, 26, 27, 28, 22, 20, 16, 8, 6 (Karte) | Straßenzug         | Denkmalbereich Hinterdorfstraße                                                                                            | 094 84636          | Denkmalbereich | BW                 |
| Hinterdorfstraße 26 (Karte)                                                              | Kirche St. Gangolf | Die aus Bruchstein errichtete Kirche entstand im Jahr 1790, wobei Reste eines romanischen Vorgängerbaus einbezogen wurden. | 094 84641          | Baudenkmal     | Kirche St. Gangolf |
| Hinterdorfstraße 28 (Karte)                                                              | Bauernhof          | | 094 84639          | Baudenkmal     | BW                 |
| Innendorf 2 (Karte)                                                                      | Bauernhof          | | 094 84643          | Baudenkmal     | BW                 |
| Innendorf 9, 13 (Karte)                                                                  | Scheune            | | 094 84642          | Baudenkmal     | BW                 |
| Keindorfstraße ca. 300 m nördlich der Ortslage (Karte)                                   | Mühle              | | 094 84644          | Baudenkmal     | Mühle              |
| Kreisstraße 5 (Karte)                                                                    | Bauernhof          | | 094 84646          | Baudenkmal     | BW                 |
| Kreisstraße 29 (Karte)                                                                   | Wohnhaus           | | 094 84647          | Baudenkmal     | BW                 |
| Kreisstraße 5, 7, 9, 10 (Karte)                                                          | Häusergruppe       | | 094 84645          | Denkmalbereich | BW                 |

## Legende
In den Spalten befinden sich folgende Informationen:
- Lage: Nennt den Straßennamen und wenn vorhanden die Hausnummer des Kulturdenkmals. Die Grundsortierung der Liste erfolgt nach dieser Adresse. Der Link „Karte“ führt zu verschiedenen Kartendarstellungen und nennt die geographischen Koordinaten.
Link zu einem Kartenansichtstool, um Koordinaten zu setzen. In der Kartenansicht sind Baudenkmale ohne Koordinaten mit einem roten bzw. orangen Marker dargestellt und können in der Karte gesetzt werden. Baudenkmale ohne Bild sind mit einem blauen bzw. roten Marker gekennzeichnet, Baudenkmale mit Bild mit einem grünen bzw. orangen Marker.
- Offizielle Bezeichnung: Nennt den Namen, die Bezeichnung oder zumindest die Art des Kulturdenkmals und verlinkt, soweit vorhanden, auf den Artikel zum Objekt.
- Beschreibung: Nennt bauliche und geschichtliche Einzelheiten des Kulturdenkmals, vorzugsweise die Denkmaleigenschaften.
- Erfassungsnummer: Für jedes Kulturdenkmal wird in Sachsen-Anhalt eine 20stellige Erfassungsnummer vergeben. Die letzten zwölf Ziffern werden für die Untergliederung nach Teilobjekten genutzt und werden nur angegeben, soweit vergeben. In dieser Spalte kann sich folgendes Icon  befinden, dies führt zu Angaben zu diesem Baudenkmal bei Wikidata.
- Ausweisungsart: Die Einordnung des Denkmales nach § 2 Abs. 2 DenkmSchG LSA
- Bild: Ein Bild des Denkmales, und gegebenenfalls einen Link zu weiteren Fotos des Kulturdenkmals im Medienarchiv Wikimedia Commons. Wenn man auf das Kamerasymbol klickt, können Fotos zu Kulturdenkmalen aus dieser Liste hochgeladen werden: